# Juan Antonio Rodríguez (militar)
Juan Antonio Rodríguez (Lolol, corregimiento de Colchagua, Chile, 1774 - San Rafael, provincia de Mendoza, marzo de 1848) fue un comerciante y militar chileno, que gobernó militarmente el sur de la provincia de Mendoza durante 15 años y organizó una revolución en 1848. Fracasó y fue fusilado por este hecho.

## Biografía
Tuvo una educación muy básica y se dedicó al comercio y al contrabando a través de la Cordillera de los Andes. Adquirió fama en Chile y en la provincia de Mendoza como baqueano. En 1830 debió huir de Chile por un asesinato, y se radicó en el sur de Mendoza, en el pueblo de Chilecito, cerca de San Carlos, donde se dedicó a traficar licores a través de la Cordillera.
Hacia 1833 se presentó al general José Félix Aldao para incorporarse al ejército provincial, y éste lo hizo capitán de su escolta. Por el resto de la vida del caudillo, Rodríguez fue el más incondicional de sus seguidores, y el general lo premió nombrándolo comandante del fuerte y pueblo de San Rafael, capital del sur de la provincia. Allí reunió una fuerte milicia, mayoritariamente de chilenos, a quienes protegía aunque hubieran sido criminales; fue ascendido al grado de coronel. Durante los años siguientes, en sociedad con el explorador chileno Vicente Pérez Rosales, se dedicó a comprar ganado a los indígenas pehuenches del norte de Neuquén, que lo obtenían por compra a los ranqueles, que a su vez lo conseguían con malones en el sur de Córdoba y Santa Fe.
Tras la muerte de Aldao, el nuevo gobernador Pedro Pascual Segura le encargó el cobro de los derechos de pastoreo en las nacientes del río Colorado, que debían pagar los ganaderos chilenos cuando pasaran sus haciendas a veranear del lado oriental de la Cordillera. Eso trajo protestas de las autoridades chilenas, que reclamaban la soberanía de su país sobre esa región.
En 1847 los ganaderos chilenos se resistieron violentamente y, en un violento combate, los cobradores enviados por Rodríguez fueron derrotados. Para ese entonces, Segura había sido elegido derrocado y reemplazado por Alejo Mallea; éste se negó a protegerlo de los avances del ejército chileno, que anunció que iba a proteger a los ganaderos de su país y a capturar a Rodríguez.
A fines de ese año, Rodríguez reunió tropas en Chile y regresó a Mendoza, con la intención de derrocar a Mallea, contando también con el apoyo de algunos oficiales adictos a Segura. Durante el mes de febrero de 1848 avanzó hacia el norte, pero le salió al encuentro el ejército unido de las tres provincias de Cuyo, al mando del general Nazario Benavídez, que lo derrotó en el combate de Coihueco. Unos días después, Rodríguez fue fusilado en la plaza de San Rafael.